# August Abrahamson

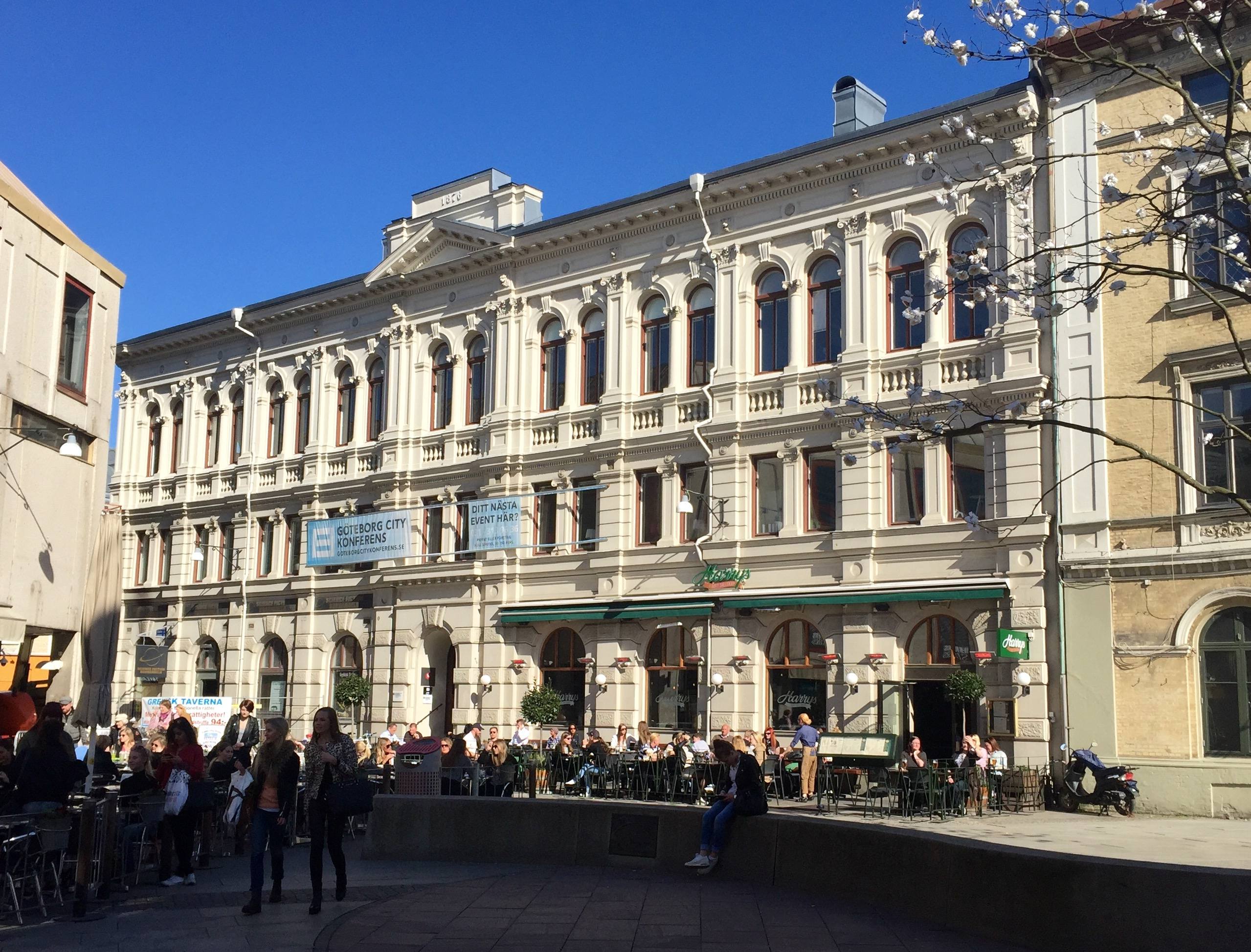
August Abrahamsons handelshus vid Östra Larmgatan 16 i Göteborg

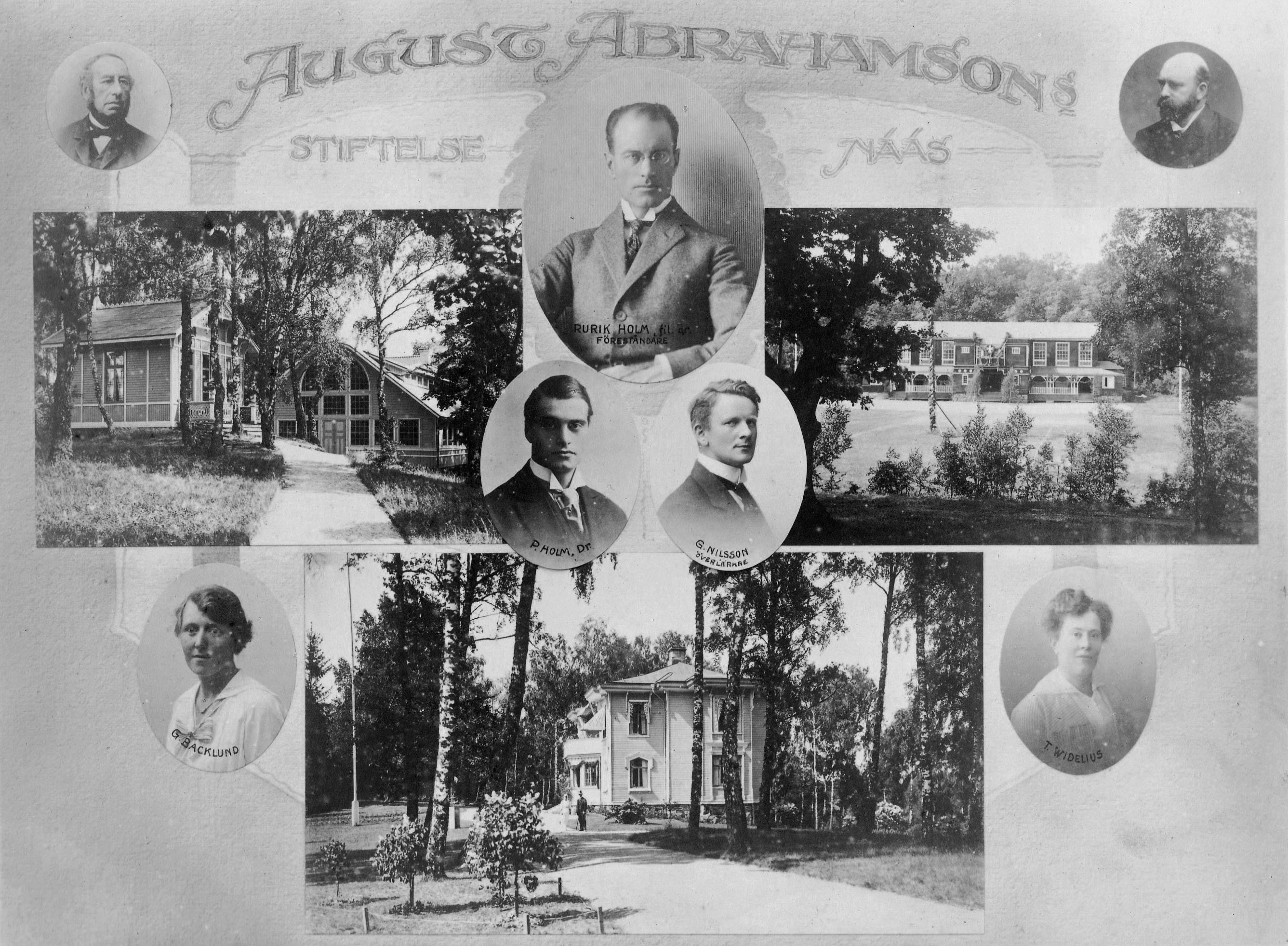
August Abrahamsons stiftelses ledning 1919

August Abrahamson, född i 29 december 1817 i Karlskrona, död 6 maj 1898 i Göteborg, var en svensk affärsman och mecenat.

## Biografi
Abrahamson föddes som nummer tre i en syskonskara på sex. Fadern var den judiske affärsmannen Aron Abrahamson, som hade invandrat från Tyskland till Karlskrona i slutet på 1700-talet. Denne levererade proviant till militären vid kasernerna i staden. Farfadern, Aron Abraham, var medaljgravör vid det kungliga preussiska hovet och ledamot av Berlins konstakademi.
Då fadern var sjuklig fick August Abrahamson tidigt överta ansvaret för inköp och leveranser. När fadern dog tog Abrahamson, vid 13 års ålder, anställning hos Louis Benecke som var en judisk affärsman i Göteborg. År 1840 vann han vid 23 års ålder burskap i Göteborg, vilket innebar att han själv fick rättigheter att bedriva minuthandel med 'korta varor' såsom tyger, knappar, band, underkläder med mera i staden. Till en början fick Abrahamson finansiellt stöd från sin onkel, H.S. Heyman, mot en del av vinsten. Efter 10 års samarbete gick de skilda vägar och August Abrahamsons bror Leopold blev istället delägare i bolaget. 
Abrahamson var sedan den 4 oktober 1859 gift med den då 23-åriga operasångerskan Euphrosyne Leman som kom från en förmögen familj. Paret bosatte sig på Stora Nygatan 17 ½ i Göteborg, stadens paradgata med den nyanlagda Trädgårdsföreningen på andra sidan kanalen samt den år 1855 uppförda liberala synagogan intill. 4 mars 1868 köpte makarna Abrahamson det gamla godset Nääs slott för 8 300 riksdaler (motsvarande 458 456 kronor år 2014, mätt med konsumentprisindex). Samma år överlät August Abrahamson sin affärsrörelse i korta varor till sina bröder Leopold och Gabriel. Omfattande renoveringar av slottet och tillhörande egendomar gjorde att paret bodde kvar på Stora Nygatan det första året. Den 7 februari 1869 dog Euphrosyne Abrahamson oväntat efter en kort tids sjukdom.

## Donation
År 1872 grundade Abrahamsson ett slöjdseminarium, vilket blev en lärarutbildningsanstalt med internationellt erkännande. Dess framtid betryggade han genom att i sitt testamente till svenska staten överlämna egendomen Nääs och ett kontant belopp av 380 000 kronor för att under namnet August Arabamssons stiftelse bilda en fristående institution för slöjdlärarutbildning.
Sedan ett slöjdlärarseminarium inrättats i Linköping har kursverksamheten på Nääs upphört. Den sista kursen anordnades 1966. Fram till 1960 var kurserna på Nääs den enda utbildningen i Sverige för slöjdlärare. 1961 reformeras utbildningen och flyttas till Linköping. Idag hyser seminariet dels historiska lokaler som speglar 1800-talets seminarieverksamhet men är också centrum för folk- och fortbildning inom slöjd och hantverk. 

## Digitiserade verk
- Slöjdundervisningsblad från Nääs. Floda: August Abrahamsons stiftelse. Libris fw0wdxwscmxt94fd. https://gupea.ub.gu.se/handle/2077/74694